# 71
El año 71 (LXXI) fue un año común comenzado en martes del calendario juliano, en vigor en aquella fecha.
En el Imperio romano, era conocido como el Año del consulado de Augusto y Nerva (o menos frecuentemente, año 824 Ab urbe condita). La denominación 71 para este año ha sido usado desde principios del período medieval, cuando el Anno Domini se convirtió en el método prevalente en Europa para nombrar a los años.

## Acontecimientos
- El mitraísmo empieza a extenderse en el Imperio romano, especialmente entre los legionarios romanos.

## Fallecimientos
- 3 de julio, Tomás el Apóstol según la tradición católica murió mártir en la India.